# Várterész Magdolna
Várterész Magda/Magdolna (Debrecen, 1954. március 28. –) magyar matematikus, egyetemi tanár.

## Életpályája
1977-ben diplomázott a debreceni Kossuth Lajos Tudományegyetem hallgatójaként. 1977–1979 között a Kossuth Lajos Tudományegyetem tudományos ösztöndíjasa, 1979–1991 között egyetemi tanársegéde volt.
1990-ben a debreceni Kossuth Lajos Tudományegyetemen egyetemi doktori fokozatot szerzett. 1991–2005 között a Kossuth Lajos Tudományegyetem egyetemi adjunktusa volt. 1998-ban, 2000-ben és 2005-ben Hamburgi Egyetem meghívott előadója volt. 1999-ben a debreceni Kossuth Lajos Tudományegyetemen Ph.D. fokozatot kapott.
2001-ben az Athéni Egyetem meghívott előadója volt. 2002-ben és 2004-ben a Babeș–Bolyai Tudományegyetemre kapott meghívást. 2002–2005 között a Nyíregyházi Főiskola főiskolai docense, 2005–2010 között főiskolai tanára volt. 2003–2012 között a Magyar Tudományos Akadémia Matematikai Tudományok Osztálya Informatikai és Számítástudományi Bizottság tagja volt. 2004-ben a Savoya Egyetem előadója volt. 2005-től a Debreceni Egyetem egyetemi docense. 2006-ban a Sapientia Egyetemen tartott előadásokat.

## Művei
- Mindig konvergens egyenletmegoldó iterációk (1989)
- A mesterséges intelligencia oktatása a KLTE-n (1993)
- Érintő-konvexfüggvényekkel generált egyenletmegoldó iterációk (1994)
- Iterációs eljárások nem-lineáris egyenletek megoldására (1998)
- A Mesterséges intelligencia tárgy bevezető kurzusának gyakorlatai a Debreceni Egyetemen (2002)
- Az alkalmazás-orientált logika oktatásának problémái ma a tudományegyetemeken (2002)
- A matematikai logika alkalmazásszemléletű tárgyalása (2003)
- Számítástudomány, logika, informatikaoktatás (2005)
- A logika helye az informatikusok alap- és mesterképzésében (2008)
- A programtervező informatikus szak oktatásának tapasztalatai a Debreceni Egyetem Informatikai Karán (2008)
- Matematikai logika példatár (2010)
- E-learning a számítástudomány oktatásában (2014)
- A számítógéppel támogatott oktatás egy SQC alapú minőségbiztosítási modelljéről (2014)
- Informatika, Infokommunikáció, Innováció, Edukáció (2019)

## Díjai
- az Informatikai Kar Kiváló Oktatója (2012, 2019)
- az Informatikai Kar díja (2020)
- a Debreceni Egyetem Rektorának Elismerő Oklevele (2020)